# 御嵩町立向陽中学校
御嵩町立向陽中学校（みたけちょうりつ こうようちゅうがっこう）は、可児郡御嵩町にある公立中学校。
校区は送木、長岡、城町、南山台東・西、柏森、板良町、上町、中本町、若松町、愛宕町、元町、若宮町1・2丁目、赤坂、昭和町、木の下、向陽台、西之門、十日市場、南町、西屋敷、春日町、北屋敷、愚渓町、白山町、大庭、大庭台、長瀬、新木野、顔戸北、顔戸南（大部分）古屋敷、尼ヶ池、西田、南山であり、御嵩小学校の児童が進学する。

## 沿革
- 1947年（昭和22年）4月 - 
  - 可児郡御嵩町に御嵩町立御嵩中学校が開校。旧・東部青年学校と御嵩小学校の一部を仮校舎とする。
  - 可児郡中村に中村立中中学校が開校する。中小学校の校舎の一部を仮校舎とする。
- 1948年（昭和23年）9月 - 御嵩町と中村で学校組合を設立。組合立東部中学校（仮称）の建設が決まる。
- 1949年（昭和24年）
  - 1月 - 新校名が向陽中学校に決まる。
  - 　11月 - 現在地に校舎（第一校舎）が完成。
- 1950年（昭和25年）
  - 4月 - 御嵩中学校と中中学校を統合し、現在地に御嵩町中村学校組合立向陽中学校として開校。
  - 　5月 - 校舎（第二校舎）が完成。全生徒が新校舎での授業を開始。
- 1952年（昭和27年）6月1日 - 中村が町制施行し、中町となる。同時に御嵩町中町学校組合立向陽中学校に改称する。
- 1955年（昭和30年）2月1日 - 御嵩町、伏見町、中町、上之郷村が合併し、御嵩町となる。同時に御嵩町立向陽中学校に改称する。
- 1982年（昭和57年）12月 - 火災により校舎の一部を焼失する。
- 1983年（昭和58年）2月 - 新校舎建設予定地の地下に亜炭坑の廃坑の空間が見つかり、空間の充填工事を行う。
- 1984年（昭和59年）9月 - 新校舎（鉄筋コンクリート造）が完成。
- 1993年（平成5年）4月 - 体育館を改修する。